# Lycaeninae
Le Lycaeninae Leach, 1815 sono una sottofamiglia di lepidotteri appartenente alla famiglia Lycaenidae, presente in tutti i continenti tranne il Sudamerica. Diversi autori includono in questa sottofamiglia anche le Polyommatinae  e le Theclinae.

## Tassonomia
Alla sottofamiglia Lycaeninae appartengono i seguenti generi:
- Athamanthia Zhdanko, 1983.
- Chalceria Scudder, 1876.
- Epidemia Scudder, 1876.
- Gaeides Scudder, 1876.
- Heliophorus Geyer, 1832.
- Heodes Dalman, 1816.
- Hermelycaena Miller & Brown, 1978.
- Hyllolycaena Miller & Brown, 1979.
- Iophanus Draudt, 1920.
- Lycaena Fabricius, 1807.
- Margelycaena Koçak & Kemal, 2001.
- Melanolycaena Sibatani, 1974.
- Palaeochrysophanus Verity, 1943.
- Tharsalea Scudder, 1876.